# Глобалійська мова
«Глобалійська мова», також Глобіш (англ. Globish від англ. Global English) — спрощений варіант англійської мови, в якому не більше 1500 слів і проста граматика.
Мову винайшов француз Жан-Поль Нер'єр, у минулому директор з міжнародного маркетингу в IBM. З моменту запуску Globish у 2004 році він продав понад 200 тисяч підручників з неї 18 мовами.
Сам Жан-Поль Нер'єр визначає її не як мову, а радше інструмент спілкування.